# Hond (Einheit)
Der Hond war eine Flächeneinheit und ein Landmaß auf Java.
- 1 Hond = 100 Quadratruten
- 6 Hond = 1 Morgen= 2 Gemet = 85,1572 Ar[1]